# Ordine al merito del Granducato di Lussemburgo
L'Ordine al merito del Granducato del Lussemburgo (Ordre de mérite du Grand-duché de Luxembourg) è un ordine di merito del Lussemburgo. Esso venne istituito il 23 gennaio 1961 ad opera della granduchessa Carlotta per onorare quanti si fossero distinti in maniera particolare verso lo stato lussemburghese. Il gran maestro dell'Ordine è il granduca di Lussemburgo.

## Membri notabili
Cavaliere di gran croce:
- Enrico di Lussemburgo, attuale granduca di Lussemburgo e Gran Maestro dell'ordine
- Giovanni di Lussemburgo, ex granduca di Lussemburgo
- Jean-Claude Juncker, ex Primo ministro del Lussemburgo ex Presidente della Commissione Europea
- Boutros Boutros-Ghali, segretario delle Nazioni Unite
- Jos Chabert, vicepresidente del parlamento di Bruxelles
- Konstantin Žigalov, Ministro degli Esteri del Kazakistan
- Astrid Lulling, membro del parlamento europeo per il Lussemburgo

Grand'ufficiale:
- Gabriele Albertini, politico italiano
- Wesley Clark, comandante delle forze alleate della seconda guerra mondiale
- Rolando Mosca Moschini, generale italiano
- Nikolaos van Dam, ambasciatore olandese in Indonesia
- Jean-Marie Leblanc, direttore del Tour de France
- Mikīs Theodōrakīs, compositore
- Joseph Weyland, rappresentante permanente del Lussemburgo alla NATO

Commendatore:
- Nana Mouskouri, cantante greca
- Vicky Léandros, cantante greca
- Thomas Schaidhammer, colonnello statunitense comandante dell'attacco a Berlino nella seconda guerra mondiale
- Svend-Aage Nielsen, uomo d'affari olandese
- Carl Christian Nielsen, uomo d'affari olandese
- Erik Ader, ambasciatore olandese in Norvegia
- Michel Carpentier, direttore generale della commissione europea
- Robert Engels, ambasciatore olandese in Finlandia
- Barend ter Haar, diplomatico olandese
- Pascal Lamy, commissario europeo
- Gilbert Renault, eroe della Resistenza francese
- Simon Wiesenthal, cacciatore di criminali di guerra nazisti
- Gerald Newton, professore di tedesco all'Università di Sheffield
- Michel Monnier, diplomatico francese

Ufficiale
- Alphonse Berns, ambasciatore lussemburghese
- David Cook[non chiaro]
- Gerard Druesne, direttore generale dell'Istituto Europeo degli Affari Pubblici
- Nicolas Majerus, politico lussemburghese

Cavaliere
- Jean-Claude Schlim

| Nastri    |           |              |                 |            |
| Cavaliere | Ufficiale | Commendatore | Grand'Ufficiale | Gran Croce |